# 丕平一世 (阿基坦)
丕平一世（法语：Pépin Ier，797年–838年12月13日）是阿基坦国王以及曼恩公爵。他是神圣罗马皇帝虔诚者路易和他的首任妻子埃斯拜的埃芒加德的次子。
817年8月虔诚者路易将法兰克王国领土分给他的儿子时，丕平一世分得阿基坦公国，其在查理曼统治时期是虔诚者路易独自统治的地方公国，埃尔默杜斯·奈杰鲁斯（Ermoldus Nigellus）是他的朝廷诗人并于824年陪同他去了对布列塔尼的征战。
822年，丕平一世迎娶默雷伯爵提乌德贝尔特（Theodobert）的女儿英格特鲁德（Ingeltrude），他们有两个儿子：丕平二世和查理（此后成为美因茨主教）
830年，在丕平一世哥哥洛泰爾一世的顾问科尔比的瓦拉（Wala of Corbie）的唆使下，他参与了反对父亲虔诚者路易的叛乱，在纽斯特利亚地区的支持下，带领着加斯科涅公國的军队进军巴黎。在贡比涅，丕平一世的军队與虔诚者路易的军队遭遇，丕平一世用包围了父亲的军队，取得了胜利并俘虏了父親。但不久，叛乱者之间的联盟破裂。
832年，丕平一世再次掀起反叛战争，弟弟日耳曼人路易也随之响应，虔诚者路易在阿基坦镇压叛乱，但被日耳曼人路易在巴伐利亚公国引发的叛乱所分散注意，使丕平一世成功夺得利摩日及其他皇室领地。833年，在兰斯主教埃博（Ebbo）的支持下，兄長洛泰爾一世也加入叛乱，兄弟们联手再次剥夺了他们父亲的王位。834年，洛泰尔一世改變立場，转而支持父亲虔诚者路易在834年3月1日复位，丕平一世也退回到自己的领地。
838年，丕平一世病死，他被埋葬在普瓦捷的圣拉德贡德教堂。丕平一世去世时，他的两个儿子都未成年，于是虔诚者路易将阿基坦公国及其爵位奖给了他最小的儿子秃头查理，然而阿基坦人选举了丕平一世的儿子丕平二世，丕平二世的弟弟查理也曾短暂地宣称拥有这个王国。丕平一世的两个儿子去世时都无男性后裔，丕平二世有两个女儿，其中一个嫁给了奥弗涅伯爵杰拉德（Gerard）。